# Judo na Igrzyskach Azjatyckich 2014
Judo na Igrzyskach Azjatyckich 2014 odbywało się w dniach 20–23 września 2014 roku. Rywalizacja odbywała się w Dowon Gymnasium w Inczon w szesnastu konkurencjach.

## Podsumowanie

### Klasyfikacja medalowa
| Klasyfikacja medalowa | Klasyfikacja medalowa | Klasyfikacja medalowa | Klasyfikacja medalowa | Klasyfikacja medalowa | Klasyfikacja medalowa |
| Miejsce               | państwo               | Złoto                 | Srebro                | Brąz                  | Razem                 |
| --------------------- | --------------------- | --------------------- | --------------------- | --------------------- | --------------------- |
| 1                     | Japonia               | 6                     | 4                     | 5                     | 15                    |
| 2                     | Korea Południowa      | 5                     | 2                     | 8                     | 15                    |
| 3                     | Mongolia              | 3                     | 3                     | 4                     | 10                    |
| 4                     | Kazachstan            | 1                     | 2                     | 3                     | 6                     |
| 5                     | Chiny                 | 1                     | 1                     | 3                     | 5                     |
| 6                     | Korea Północna        | 0                     | 1                     | 4                     | 5                     |
| =                     | Uzbekistan            | 0                     | 1                     | 4                     | 5                     |
| 8                     | Liban                 | 0                     | 1                     | 0                     | 1                     |
| =                     | Turkmenistan          | 0                     | 1                     | 0                     | 1                     |
| 10                    | Tajlandia             | 0                     | 0                     | 1                     | 1                     |
| Razem                 | Razem                 | 16                    | 16                    | 32                    | 64                    |

### Medaliści
| Konkurencja    | 1. miejsce | 2. miejsce | 3. miejsce |
| Mężczyźni      | Mężczyźni | Mężczyźni | Mężczyźni |
| -------------- | --- | --- | --- |
| do 60 kg       | Jełdos Smietow | Ganbatyn Boldbaatar | Toru Shishime Kim Won-jin |
| do 66 kg       | Dawaadordżijn Tömörchüleg                                                                                                   | Tomofumi Takajo | Mirzokhid Farmonov Azamat Mukanow |
| do 73 kg       | Hiroyuki Akimoto | Ganbaataryn Odbajar | Hong Kuk-hyon Bang Gui-man |
| do 81 kg       | Kim Jae-bum | Nacif Elias | Keita Nagashima Nyamsürengiin Dagvasüren |
| do 90 kg       | Yuya Yoshida | Dilshod Choriyev | Gwak Dong-han Lchagwasürengijn Otgonbaatar |
| do 100 kg      | Najdangijn Tüwszinbajar | Maksim Rakow | Ramziddin Sayidov Cho Gu-ham |
| powyżej 100 kg | Takeshi Ojitani | Öldzijbajaryn Düürenbajar | Abdullo Tangriyev Kim Sung-min |
| Drużynowo      | Korea Południowa · Choi Gwang-hyeon · Youn Tae-ho · Bang Gui-man · Kim Jae-bum · Gwak Dong-han · Lee Kyu-won · Kim Sung-min | Kazachstan · Azamat Mukanow · Jełdos Smietow · Dastan Ykybayev · Aziz Kałkamanuły · Timur Bołat · Maksim Rakow · Jerżan Szynkiejew            | Uzbekistan · Mirzokhid Farmonov · Rishod Sobirov · Navroʻz Joʻraqobilov · Sarvar Shomurodov · Yakhyo Imomov · Dilshod Choriyev · Soyib Qurbonov · Abdullo Tangriyev · Japonia · Tomofumi Takajo · Toru Shishime · Hiroyuki Akimoto · Keita Nagashima · Yuya Yoshida · Yusuke Kumashiro · Takeshi Ojitani |
| Kobiety        | | | |
| do 48 kg       | Mönchbatyn Uranceceg | Emi Yamagishi | Kim Sol-mi Jeong Bo-kyeong |
| do 52 kg       | Misato Nakamura | Gulbadam Babamuratowa | Jung Eun-jung Lenariya Mingazova |
| do 57 kg       | Anzu Yamamoto | Kim Jan-di | Ri Hyo-sun Dordżsürengijn Sumjaa |
| do 63 kg       | Joung Da-woon | Yang Junxia | Marian Urdabajewa Kana Abe |
| do 70 kg       | Kim Seong-yeon | Chizuru Arai | Chen Fei Cend-Ajuuszijn Narandżargal |
| do 78 kg       | Jeong Gyeong-mi | Sol Kyong | Zhang Zhehui Mami Umeki |
| powyżej 78 kg  | Ma Sisi | Nami Inamori | Thonthan Satjadet Kim Min-jeong |
| Drużynowo      | Japonia · Misato Nakamura · Emi Yamagishi · Anzu Yamamoto · Kana Abe · Chizuru Arai · Nami Inamori · Mami Umeki             | Korea Południowa · Jeong Bo-kyeong · Jung Eun-jung · Kim Jan-di · Bak Ji-yun · Joung Da-woon · Kim Seong-yeon · Kim Eun-kyeong · Lee Jung-eun | Chiny · Ma Yingnan · Wu Shugen · Zhou Ying · Yang Junxia · Chen Fei · Ma Sisi · Zhang Zhehui · Korea Północna · Kim Sol-mi · Ri Chang-ok · Ri Hyo-sun · Kim Su-gyong · Kim Jong-sun · Sol Kyong |